# 633 Zelima
Zelima (asteroide 633) é um asteroide da cintura principal com um diâmetro de 34,37 quilómetros, a 2,7547044 UA. Possui uma excentricidade de 0,0877737 e um período orbital de 1 916,71 dias (5,25 anos).
Zelima tem uma velocidade orbital média de 17,13983072 km/s e uma inclinação de 10,90825º.
Este asteroide foi descoberto em 12 de Maio de 1907 por August Kopff.